# 라디오한국
라디오한국(영어: Radio Hankook)은 미국의 워싱턴주에서 방송되는 한국어 라디오 방송국이다. 본사는 워싱턴주 페더럴웨이에 있으며, 설립자는 서정자(Jean J. Suh)이다.

## 역사
라디오한국은 1996년 10월 FCC(미 연방통신위원회)로부터 라이센스를 취득하여 미국내의 한인 운영 라디오 방송국 중 유일한 자체 채널 소유의 방송국으로 설립되었다. 이후 1997년 2월 KKBY 주파수를 구매하기로 계약을 체결, 거래는 1997년 4월 4일 FCC에서 승인을 받아 1999년 8월 3일 거래가 성사되었다. 1997년 9월 15일에 호출부호를 KSUH로 바꾸고, 라디오한국의 시험방송이 실시되고, 1997년 10월 정식방송이 시작되었다.
1999년 3월에는 KWYZ의 주파수를 $480,000에 사들이기로 합의하고 1999년 4월 27일 FCC로부터 승인을 받아, 1999년 8월 3일 거래가 성사되었다. 이전의 KWYZ는 전통적인 컨트리 음악 방송을 하였다.

## 설립자
라디오한국의 설립자인 서정자(Jean J. Suh)는 1964년 미국에 이민 가기전 대한민국의 KBS에서 5년간 여배우로 생활을 하였다. 1965년 컬럼비아 대학 할리우드에서 공부하는 동안, 로스앤젤레스의 라디오 방송국에서 한국 음악과 뉴스를 1주일에 30분간 진행하기 시작하였다. 이 프로그램은 1966년 1시간으로 연장되고, 1967년에는 2시간으로 연장되었다. 1970년 서정자는 두명의 금융 동업자와 함께 로스앤젤레스에서 미국 최초의 독립적인 한국어 라디오 채널을 개국하였다. 이후 1997년에 워싱턴주에서 '라디오한국'을 개국하였다.

## 주파수 정보
- 터코마 송신소
  - 콜사인:KSUH, 주파수:1450kHz, 출력:1kW, 방송 면허:퓨앨럽

- 시애틀 광역권 중계소
  - 콜사인:KWYZ, 주파수:1230kHz, 출력:1kW, 방송 면허:에버렛